# Trần Thị Nghiêm
Trần Thị Nghiêm (chữ Hán: 陳氏嚴; ? – ?) là một thứ phi của vua Minh Mạng nhà Nguyễn trong lịch sử Việt Nam.

## Tiểu sử
Lai lịch cùng năm sinh và năm mất của bà Trần Thị Nghiêm đều không được sử sách ghi chép lại. Bà Nghiêm đã nhập cung hầu hạ vua Minh Mạng từ khi ông còn ở nơi tiềm để, dựa trên việc bà sinh con đầu lòng là hoàng tử Miên Phú vào năm 1817.
Sau khi vua Minh Mạng lên ngôi (năm 1820), và cho đến khi vua qua đời, bà Nghiêm vẫn chỉ được xếp vào hàng Cung nhân (là những tần ngự không được sách phong chính thức, dưới cả bậc Tài nhân chưa được xếp giai thứ), dù bà sinh được cho vua tới 5 người con, nhiều hơn hẳn so với các bà Tài nhân và Cung nhân khác.
Tự Đức năm thứ 30 (1877), tháng 3 (âm lịch), tiền triều cung nhân Trần Thị Nghiêm tuổi thọ đến 80, phủ Tôn Nhân xin vua tăng lương hằng năm cho bà, là để tỏ ra thương người già. Vua chuẩn cho gia ân, cấp cho bà cung nhân Trần thị 20 quan tiền và 10 phương gạo, từ sau cứ theo thế mà làm. Dựa theo đó, có thể đoán được bà Nghiêm sinh vào khoảng năm 1798 - 1799.
Không rõ mộ phần của bà được táng tại đâu.

## Hậu duệ
Cung nhân Trần Thị Nghiêm sinh cho vua Minh Mạng được 5 người con, gồm 2 hoàng tử và 3 hoàng nữ:
- Phù Mỹ Quận công Miên Phú (28 tháng 2 năm 1817 – 15 tháng 4 năm 1885), hoàng tử thứ 8. Ông tính kiêu căng, ngông cuồng, để thuộc hạ cưỡi ngựa giẫm chết người nên bị vua cha quở phạt, không cho làm hoàng tử. Mãi đến năm Tự Đức thứ 5 (1852), khi đã 35 tuổi, ông mới được phong làm Quận công, nhưng vì phạm lỗi mà lại bị giáng làm Kỳ nội hầu vào năm 1882, năm sau thì được khai phục tước vị.
- Định Mỹ Công chúa Đoan Thuận (20 tháng 8 năm 1820 – 29 tháng 5 năm 1854), hoàng nữ thứ 10. Công chúa lấy chồng là Phò mã Đô úy Đỗ Tài, con của Thống chế Đỗ Quý.
- Hà Thanh Quận công Miên Tống (17 tháng 3 năm 1822 – 2 tháng 3 năm 1858), hoàng tử thứ 16. Trái ngược với người anh, ông là người hiền hậu, biết giữ phép tắc nên năm Thiệu Trị thứ 3 (1843) được vua anh phong làm Quận công.
- Hoàng nữ thứ 19 mất sớm, không có tên.
- Cảm Đức Công chúa Thục Thận (25 tháng 6 năm 1824 – 18 tháng 2 năm 1907), hoàng nữ thứ 20. Công chúa lấy chồng là Phò mã Đô úy Lê Thế Ngô.